# Leone Pompucci
Leone Pompucci (* 15. August 1961 in Rom) ist ein italienischer Film- und Fernsehregisseur und Drehbuchautor.

## Leben
Pompucci diplomierte am „Avogadro di Roma“ und studierte am Conservatorio Nazionale di Santa Cecilia. Von 1982 bis 1989 war er Fotograf für zahlreiche italienische und europäische Nachrichtenmagazine (u. a. Panorama, L’Espresso, L’Europeo und Der Spiegel). Anschließend ging er zum Fernsehen, wo er bei der RAI für Programme wie „Mixer“ und „Sulla cresta dell'onda“ zahlreiche Beiträge und Sketche verantwortete. 1993 legte er seinen Debütfilm als Spielfilmregisseur vor, den die Sonnenfinsternis von 1961 in den Mittelpunkt rückenden Komödie Mille bolle blu, der unter vielen anderen mit dem David di Donatello für den besten Regiedebütanten ausgezeichnet wurde und ein großer Publikumserfolg war. Geringer war dieser beim ebenfalls komödiantischen Nachfolgefilm Camerieri, der vier Sonntage von Bediensteten schilderte, aber auch zwei Silberne Bänder erhielt. 2000 erschien Il grande botto, wieder von Vittorio Cecchi Gori produziert. Nach zwölf Folgen der Fernsehserie Don Matteo legte Pompucci 2004 La fuga degli innocenti vor, der mit Starbesetzung das Schicksal jüdischer Kinder im Zweiten Weltkrieg schilderte. Auch diese Arbeit wurde mit zahlreichen Auszeichnungen geehrt. Erst 2012 folgte mit Il sogno del maratoneta ein weiteres Werk, das von Marathonläufer Dorando Pietri handelt.
Daneben drehte Pompucci eine große Anzahl an Werbefilmen.

## Filmografie
- 1993: Mille bolle blu
- 1994: Camerieri
- 2000: Il grande botto
- 2000–2002: Don Matteo (Fernsehreihe, 12 Folgen)
- 2004: Die Kinder von Nonantola (La fuga degli innocenti) (Fernsehfilm)
- 2012: Il sogno del maratoneta (Fernsehfilm)